# Slovenija
Slovenija, uradno Republika Slovenija (), je evropska država z zemljepisno lego na skrajnem severu Sredozemlja in na skrajnem jugu Srednje Evrope. Slovenija meji na zahodu z Italijo, na severu z Avstrijo, na severovzhodu z Madžarsko in na vzhodu in jugu s Hrvaško. Leži na stičišču alpskega, sredozemskega, panonskega in dinarskega sveta. Površina 20.271 km² uvršča Slovenijo med manjše do srednje velike evropske države. Dolžina državne meje znaša 1.382 km, od tega je 921 km kopenske, 413 km rečne in 48 km morske meje. Slovenska obala Jadranskega morja je dolga 46,6 km. Glavno mesto je Ljubljana, ki je gospodarsko, kulturno in politično središče, najvišji vrh pa je Triglav (2864 m).
Skozi slovensko zgodovino so pomembni kulturni vplivi prihajali iz srednjeevropskega in apeninskega kulturnega prostora. Po podatkih na dan 1. oktobra 2021 ima Slovenija 2.108.708 prebivalcev, ki živijo v okoli 6.000 naseljih. Slovenci so po popisu leta 2011 predstavljali 83 % državljanov, medtem ko so največji delež z ustavo predpisanih narodnih manjšin Madžari (0,32 %), Italijani (0,11 %) in Romi (0,17 %). Uradni in državni jezik v Sloveniji je slovenščina, na predelih, kjer sta strnjeno naseljeni italijanska oziroma madžarska narodna manjšina, pa sta uradna jezika tudi italijanščina oziroma madžarščina.
Slovenija ima gospodarsko ureditev, ki temelji na prostem trgu, zdaj je po mednarodnih merilih uvrščena med države z zelo visokim indeksom človekovega razvoja. Svojo državnost je utemeljila s plebiscitom o samostojnosti 23. decembra 1990 in jo ubranila z osamosvojitveno vojno, potem ko je 25. junija 1991 razglasila neodvisnost. Po politični ureditvi je Slovenija ustavna parlamentarna demokracija. Med članice Organizacije združenih narodov je bila sprejeta 22. maja 1992. Slovenija je tudi članica Sveta Evrope, Svetovne trgovinske organizacije, Organizacije za varnost in sodelovanje v Evropi, zveze NATO ter drugih svetovnih organizacij. Leta 2004 je pristopila v Evropsko unijo. Leta 2007 je Slovenija postala članica monetarne unije in prevzela skupno evropsko valuto evro. Članica OECD je postala leta 2010. S 1. januarjem 2024 je Sloveniji pričel veljati dveletni mandat v Varnostnem svetu Združenih narodov.

## Ime in etimologija
Ime Slovenija pomeni »dežela Slovencev«. Poimenovanje za Slovence izvira iz besede Slovani (starocerkvenoslovansko slověnьsky), izvor te pa je nejasen – je izpeljanka iz korena *slov-, ki je med drugim ohranjen v nekaterih vodnih imenih (hidronimih) širom vzhodne Evrope. Torej bi lahko v izvirniku pomenil *‛prebivalci ob reki *Slova ali *Slovy’ (ime reke ni nikjer ohranjeno), po drugačni razlagi pa izvira iz praslovanskega *slȍvo – beseda, torej »ljudje, s katerimi je mogoče izmenjevati besede, govoriti«, kot nasprotje slovanskega poimenovanja *Němьci̋ za germanske narode oz. »neme ljudi, s katerimi ni mogoče govoriti«.
Prvič je bilo ime uporabljeno za državno tvorbo Federalna Slovenija, ki je po sklepu zasedanja Slovenskega narodnoosvobodilnega sveta (SNOS) 16. februarja 1944 pristopila v Demokratično federativno Jugoslavijo. V začetku leta 1946 je nova ustava Federativne ljudske republike Jugoslavije določila, da jo sestavlja šest ljudskih republik, zato se je Federalna Slovenija po sklepu SNOS 14. februarja 1946 preimenovala v Ljudsko republiko Slovenijo. To ime se je obdržalo do leta 1963, ko je bila s sprejemom nove ustave skupna država preimenovana v Socialistično federativno republiko Jugoslavijo (SFRJ), 9. aprila tega leta pa je nato Ljudska skupščina Ljudske republike Slovenije sprejela novo slovensko ustavo, s katero se je Ljudska republika Slovenija preimenovala v Socialistično republiko Slovenijo. Skupščina republike Slovenije je 7. marca 1990 sprejela amandmaje k slovenski ustavi, v katerih je bilo med drugim določeno, da se iz imena črta pridevnik »Socialistična«, tako se je poslej imenovala Republika Slovenija, to uradno ime pa se je nato obdržalo tudi po osamosvojitvi v letu 1991 do danes.
V drugih jezikih je poimenovanje Slovenije različno: v vseh južnoslovanskih jezikih, pa tudi ruščini in bolgarščini (Словения) ter ukrajinščini (Словенія) je enako kot v slovenščini, v angleščini, italijanščini in latinščini, pa tudi nordijskih oz. skandinavskih jezikih ter romunščini se imenuje Slovenia, v nemščini Slowenien, v francoščini (la) Slovénie, v španščini Eslovenia, v portugalščini Eslovénia, v katalonščini in okcitanščini Eslovènia, v poljščini Słowenia, v češčini in slovaščini Slovinsko, v madžarščini Szlovénia, v nizozemščini Slovenië, v litovščini Slovėnija, v latvijščini Slovēnija, v estonščini Sloveenia, v beloruščini Славенія.

## Zgodovina
Slovanski predniki današnjih Slovencev so se na ilirsko ozemlje Slovenije naselili v 6. stoletju. V 7. stoletju se je oblikovala Karantanija, prva država alpskih Slovanov. Leta 745 je Karantanija v zameno za obrambo proti Obrom priznala bavarsko nadoblast, medtem ko je notranjo samostojnost ohranila do preoblikovanja v frankovsko grofijo leta 828. Verjetno se je v 7. stoletju na prostoru osrednje Slovenije izoblikovala še ena slovanska plemenska tvorba – Karniola, ki je v 8. stoletju tudi prišla v sklop frankovske države. V času od 8. stoletja se je iz Salzburga in Ogleja začelo širiti tudi krščanstvo.
Okoli leta 1000 so bili napisani Brižinski spomeniki, prvi pisni dokument v slovenščini in prvi slovanski zapis v latinici. V 14. stoletju je spadala večina današnjega slovenskega ozemlja v posest Habsburžanov, kar je pozneje postala Habsburška monarhija. Slovensko ozemlje je bilo razdeljeno na dežele: Kranjsko, Trst, Istro, Goriško, Koroško in Štajersko.
V letu 1848 so v Pomladi narodov med številnimi narodi tudi Slovenci s političnim programom zahtevali Zedinjeno Slovenijo.
Z razpadom Avstro-Ogrske leta 1918 so južnoslovanski narodi nekdanje dvojne države 29. oktobra 1918 razglasili narodno osvoboditev in ustanovitev samostojne države Slovencev, Hrvatov in Srbov s središčem v Zagrebu. Nevarnost s strani Italije, ki je zasedla Primorsko in Istro ter dele Dalmacije, in pritisk Srbov po združitvi v skupno državo sta botrovali 1. decembra 1918 združitvi Države SHS s Kraljevino Srbijo v Kraljevino Srbov, Hrvatov in Slovencev, ki se je 1929 preimenovala v Kraljevino Jugoslavijo.
Kraljevina Jugoslavija je med 2. svetovno vojno razpadla, Slovenci pa so se pridružili Demokratični federativni Jugoslaviji, uradno razglašeni 10. avgusta 1945. Država se je 29. novembra 1945 preimenovala v Federativno ljudsko republiko Jugoslavijo (FLRJ) in še kasneje leta 1963 v Socialistično federativno republiko Jugoslavijo (SFRJ).
Današnja Slovenija je na osnovi plebiscitne odločitve razglasila svojo neodvisnost od SFRJ 25. junija 1991 in jo ubranila v spopadih imenovanih tudi desetdnevna vojna za samostojnost.

## Geografija
Geografsko leži Slovenija v srednji Evropi oziroma v jugovzhodni Evropi (odvisno od definicije), na stičišču Alp, Dinarskega gorstva, Panonske nižine in Sredozemlja. V severozahodnem delu države prevladujejo Alpe z najvišjim vrhom Triglavom (2864 m). V smeri proti morju se razprostira pokrajina Kras. Njen podzemeljski svet skriva najveličastnejše podzemne galerije v Evropi. Postojnska jama in Škocjanske jame, ki so jih izklesale podzemeljske vode, skrivajo lepoto kapnikov. Slednje so tudi na Unescovem seznamu kulturne in naravne dediščine. Ena ključnih značilnosti je hribovitost, ki je skozi zgodovino preprečevala asimilacijo avtohtonih prebivalcev v večje in močnejše sosednje narode, po drugi strani pa tudi ovirala formiranje etničnih skupnosti in nastajanje večjih gospodarskih središč.
Več kot polovico površine, 1.177.244 ha, pokrivajo gozdovi, od tega je 1.062.974 ha t. i. gospodarskih gozdov, 98.762 ha varovalnih gozdov in 9.508 ha gozdnih rezervatov (stanje leta 2018). Od drevesnih vrst prevladujeta bukev in navadna smreka, ki predstavljata približno po tretjino lesne mase vsaka, med ostalimi bolj razširjenimi vrstami pa so še navadna jelka in predstavniki borov ter hrastov. V Evropi imata večji delež gozdov samo še Finska in Švedska. 
V Sloveniji je po naravovarstveni zakonodaji zaščitenega približno 8 % ozemlja. Največje območje zavzema Triglavski narodni park (83.807 ha). Pestra geološka zgradba, razgibanost v reliefu (od morske gladine do 2864 m nadmorske višine) ter dejstvo, da se Slovenija razprostira na štirih biogeografskih območjih, so omogočile bogastvo rastlinskih in živalskih vrst. V Sloveniji uspeva 3000 praprotnic in semenk ter 50.000 različnih živalskih vrst. V smislu biotske raznovrstnosti je Slovenija »vroča točka« Evrope. Številni so tudi živalski in rastlinski endemiti, kjer izstopa favna kraških jam s svetovno znano človeško ribico (slednja je sicer dinarski endemit in ni omejena na slovensko ozemlje).
Največ slovenskega površja sestavljajo kamnine iz časa, mezozoika (apnenec, dolomit) in kenozoika, torej terciarja (lapor, peščenjak, fliš) in kvartarja (prod, pesek, glina, konglomerat). Po načinu nastanka prevladujejo sedimentne kamnine, predvsem apnenec.

### Podnebje
Slovenija ima zaradi lege v zmernih geografskih širinah na prehodu Alp v Dinaride in Sredozemlja v Panonsko kotlino izrazito prehodno podnebje, ki je posledica sovplivanja morskih in celinskih zračnih gmot. Na lokalne podnebne razmere ima precejšen vpliv tudi velika reliefna pestrost in višinska razčlenjenost površja. Na slovenskem ozemlju prihaja do stika in prepletanja gorskega (alpskega), sredozemskega in celinskega podnebja. Za vse tri podnebne tipe je značilna netipičnost, če jih primerjamo s pravim gorskim, sredozemskim ali celinskim podnebjem, s prepletanjem njihovih glavnih značilnosti, zato jim pogosto dodajamo predpono »sub« (submediteransko, subkontinentalno, submontansko podnebje) ali jih označujemo za »zmerno« (sredozemsko, gorsko, celinsko). Izrazita prehodnost podnebnih tipov otežuje podnebno členitev in določanje meja med tipi in podtipi podnebij, pa tudi poimenovanje. Na splošno se z oddaljevanjem od Alp in Visokih dinarskih planot proti vzhodu in severovzhodu Slovenije krepijo celinske podnebne značilnosti, proti jugu in jugozahodu sredozemske, z naraščanjem nadmorske višine v Alpah in Visokih dinarskih planotah pa značilnosti gorskega podnebja. 
Južno in jugozahodno od alpsko-dinarske pregrade se zaradi reliefne odprtosti proti Jadranskemu morju in Sredozemlju pojavlja zmerno sredozemsko podnebje. Tu je največ dni s soncem v Sloveniji (2.100–2.400 ur na leto) ter največ jasnih in najmanj oblačnih dni. Povprečna temperatura najhladnejšega meseca je nad 0 °C, najtoplejšega pa več kot 20 °C. Zaradi vpliva morja so v primerjavi z notranjostjo višje predvsem jesenske in zimske temperature. Padavin je od 1.000 mm ob obali do 1.700 mm v notranjosti. Največ jih običajno pade novembra ali oktobra, sekundarni višek je na prehodu pomladi v poletje (maj, junij), julija in avgusta je običajno suša. Nižje ležeči predeli ob Tržaškem zalivu imajo povprečne januarske temperature nad 4 °C in julijske nad 22 °C (obalni podtip zmerno sredozemskega podnebja, tudi podnebje oljke). Zaledni podtip ima nekoliko nižje temperature in več padavin. Vsi podatki so za obdobje 1971-2000.
Zmerno celinsko vlažno podnebje je značilno za večji del Slovenije. Zaradi prepletanja celinskih podnebnih značilnosti z gorskimi in sredozemskimi ter stopnjevanja celinskosti od Alp in Visokih dinarskih planot proti vzhodu in severovzhodu ločimo tri podtipe  zmerno celinskega podnebja. Za zmerno celinsko podnebje zahodne in južne Slovenije je, zaradi lege v predalpskem hribovju in na območju dinarske pregrade (zato tudi predgorsko ali predalpsko podnebje), značilna velika količina padavin (1300–2500 mm padavin na leto, 1971-2000) z viškom padavin jeseni. Zmerno celinsko podnebje osrednje Slovenije ima omiljen celinski padavinski režim z viškom padavin poleti in povprečno letno količino padavin 1000-1300 mm. Zmerno celinsko podnebje vzhodne Slovenije imata gričevnat in nižinski svet na vzhodu ter severovzhodu države, ki sta odprta proti Panonski kotlini. Temperaturni in padavinski režim sta najbolj celinska v Sloveniji. Nižine se poleti zelo segrejejo, pozimi pa ohladijo. Spomladanske temperature so na ravni jesenskih ali celo nekoliko višje. Za slovenske razmere imajo te pokrajine malo padavin – od 800 do 1.000 mm letno (1971-2000), saj jih zaradi lege na zavetrni strani alpsko-dinarske pregrade dosežejo že precej izsušene zračne gmote. Kljub poletnemu padavinskemu višku so poletja v vzhodni in severovzhodni Sloveniji zaradi sorazmerno nizke količine padavin in visokih temperatur na robu sušnosti. 
Za gorsko podnebje, ki ga imajo alpske pokrajine s Pohorjem in najvišji predeli Visokih dinarskih planot, je značilno, da je povprečna temperatura najhladnejšega meseca manj kot –3 °C in najtoplejšega do zgornje gozdne meje več kot 10 °C. Gorsko podnebje v Sloveniji bi lahko označili tudi za zmerno gorsko (submontansko), saj je gorski svet manj masiven in nižji kot npr. v osrednjih Alpah, zato se ne uveljavljajo vsi višinski podnebno-vegetacijski pasovi značilni za Alpe. Manjka predvsem pravi snežni (nivalni) pas. Zgornja gozdna meja je ločnica podnebja višjega in nižjega gorskega sveta. Podnebje nižjega gorskega sveta imajo tudi nekatere gorske doline, kotline in visoko ležeče kraške kotanje, kjer so julijske temperature na ravni drugih v celinski Sloveniji, januarske pa so predvsem zaradi močnih temperaturnih obratov pod –3 °C. Za gorsko podnebje, zlasti v zahodnem delu Slovenije, je značilna najmanjša osončenost v Sloveniji (1600-1900 ur s soncem letno). Zaradi razvoja konvektivne oblačnosti so slabo osončena poletja, nasprotno pa imajo gorski vrhovi zelo sončne zime. Izstopata velika namočenost (od 1.700 do več kot 3.200 mm padavin letno; 1971-2000), ki se zmanjšuje proti vzhodu, in zmerno sredozemski padavinski režim, ki v smeri Pohorja prehaja v zmerno celinskega.

## Paleontologija v Sloveniji
Paleontologija v Sloveniji preučuje fosilne ostanke rastlin, živali in mikroorganizmov, najdene na območju današnje Slovenije, ki zaradi svoje geološke raznolikosti nudi bogato paleontološko dediščino od paleozoika do kvartarja. V mezozoiku, predvsem v juri, so na območju Trnovskega gozda, Vremščice, Slivja in Istre našli sledi dinozavrov, predvsem stopinje dvonožnih teropodov in štirinožnih sauropodov. Čeprav fosilnih kosti dinozavrov doslej še niso odkrili, sledi pričajo o njihovi prisotnosti. V miocenu je vzhodni del Slovenije pokrivalo Panonsko morje, kar dokazujejo fosilni ostanki morskih mehkužcev, rib, kitov ter sladkovodnih in kopenskih organizmov, najdeni predvsem v Halozah, Slovenskih goricah, okolici Ljutomera in Radgone. V ledeni dobi so slovenske jame, kot so Potočka zijalka, Divje babe in Mokra jama, postale pomembna nahajališča fosilov jamskega medveda, mamuta, jamskega leva in človeka. Pomembna najdišča vključujejo tudi Ljubljansko barje, kjer so našli ostanke ledenodobnih živali in orodja praljudi. Raziskave izvajajo Naravoslovni muzej Slovenije, Geološki zavod Slovenije in univerze, številne najdbe pa prispevajo tudi ljubiteljski zbiratelji. Posebej zanimive so najdbe devonskih rastlin, sledovi mastodontov ter izjemno ohranjeni fosili iz miocenskih sedimentov, ki potrjujejo izjemen pomen Slovenije za paleontološke raziskave v širšem srednjeevropskem prostoru.

## Gospodarstvo
Slovenija je gospodarsko zelo razvita država. Je najbolj razvita tranzicijska država z nekdanjo rudarsko-industrijsko tradicijo (Rudniki: Idrija, Mežica, Litija idr; Premogovniki: Velenje - obratuje, Trbovlje-Hrastnik, Senovo, Kanižarica, Leše, Sečovlje idr; Elektrarne: TEŠ, TE-TOL, NEK, DEM), kemično industrijo (Lek, Krka, Ilirija, Kemira KTM, Steklarna Rogaška, Cinkarna Celje, Cementarna Trbovlje, Helios, Sava, Salonit, Kema Puconci, Melamin, Vipap, Goričane, Belinka, Paloma, Steklarna Hrastnik idr.) in razvitimi storitvenimi dejavnostmi (Mercator, Petrol, HSE, GEN, BTC, Europark, City Center, Citypark, Telekom, Pošta, NLB, Pro Plus, Zavarovalnica Triglav, Sintal,  idr). Slovensko gospodarstvo je močno odvisno od zunanje trgovine, kar dokazuje dejstvo, da izvoz in uvoz predstavljata kar 120% njenega BDP. Promet je ključnega pomena za zunanjo trgovino z blagom, energenti in prevoz ljudi, prometna infrastruktura je po večini dotrajana največje ozko grlo predstavlja železniški in letalski promet, primarno avtocestno omrežje je delujoče, tretje razvojne osi še niso narejene. Kmetijstvo je za BDP manjšega pomena, saj zaposluje le 4% prebivalstva, obdelanih je le 12% površja, predvsem zaradi naravnih danosti. V turizmu so pomembna obmorska letovišča (Piran, Portorož, Izola, Koper, Ankaran, Debeli rtič idr.), gorska in smučarska središča (Kranjska gora, Rogla, Krvavec, Golte, Vogel, Kanin, Maribor idr.) in toplice (Zdravilišče Rogaška,Terme Čatež, Moravske Toplice, Terme Olimia, LifeClass Portorož, Terme Topolšica, Terme Zreče, Terme Dobrna, Terme Radenci, Terme Lendava, Šmarješke Toplice, Terme Ptuj idr.) ter znameniti kraji (Ljubljana (UNESCO Plečnik), Idrija (UNESCO rudnik), Bled, Škofja Loka, Ptuj in kraji z naravnimi znamenitostmi Škocjanske jame (UNESCO) Postojna (kraška jama), Bohinj z jezerom idr.). 

## Politika in uprava
Državni poglavar je predsednik ali predsednica, ki je izvoljen vsakih pet let. Nosilec izvršilne oblasti v Sloveniji je Vlada Republike Slovenije, ki jo vodi predsednik vlade. Poleg njega sestavljajo vlado še ministri. Predsednika vlade predlaga predsednik Republike Slovenije, z glasovanjem pa potrdi Državni zbor Republike Slovenije, ki ga vodi predsednik Državnega zbora Republike Slovenije.
Nepopolni dvodomni parlament Slovenije sestavljata državni zbor in državni svet Republike Slovenije. Državni zbor ima 90 sedežev, od tega po eno poslansko mesto pripada predstavnikoma italijanske in madžarske manjšine. Državni svet ima 40 sedežev, predstavljajo ga družbene, gospodarske, strokovne in krajevno pomembne skupine. Državni svet nima funkcije drugega (zgornjega) doma parlamenta, saj mu ustava teh pristojnosti ne zagotavlja. Redne parlamentarne volitve so vsaka štiri leta, v državni svet pa vsakih pet let.

### Upravna delitev
Slovenija nima regionalne ravni delitve, čeprav jo ustava predvideva. Edina oblika lokalne samouprave so tako občine z razmeroma širokimi javnimi pooblastili, katerih glavne vloge so zagotavljanje predšolske vzgoje in primarne zdravstvene oskrbe, zagotavljanje ključnih javnih služb (vključno z javnim prevozom in knjižničnimi storitvami) in prostorsko načrtovanje. Slovenija je upravno razdeljena na 212 občin, med katerimi jih ima 12 status mestne občine. Po mednarodnih primerjavah je lokalna samouprava zelo razdrobljena, kar se je v letih od osamosvojitve samo stopnjevalo, kljub zakonskim omejitvam ustanavljanja občin. Občasnim vladnim predlogom o zmanjševanju števila občin navkljub se to še ni zgodilo in več kot polovica slovenskih občin ima zdaj manj kot 5000 prebivalcev.
Poleg različnih neformalnih delitev na pokrajine obstaja 12 statističnih regij po standardni shemi klasifikacije statističnih teritorialnih enot v Evropski Uniji (NUTS-3):
1. Pomurska regija
2. Podravska regija
3. Koroška regija
4. Savinjska regija
5. Zasavska regija
6. Posavska regija
7. Jugovzhodna Slovenija
8. Osrednjeslovenska regija
9. Gorenjska regija
10. Primorsko-notranjska regija
11. Goriška regija
12. Obalno-kraška regija

Statistične regije, ki so združene v dve kohezijski regiji – Zahodna in Vzhodna Slovenija (NUTS-2), nimajo administrativne funkcije. Tudi kohezijski regiji obstajata zgolj v namen uveljavljanja evropske regionalne politike.

## Demografija
| Etnične skupine v Sloveniji (leta 2002) | Etnične skupine v Sloveniji (leta 2002) | Etnične skupine v Sloveniji (leta 2002) | Etnične skupine v Sloveniji (leta 2002) | Etnične skupine v Sloveniji (leta 2002) |
| --------------------------------------- | --------------------------------------- | --------------------------------------- | --------------------------------------- | --------------------------------------- |
|                                         |                                         |                                         |                                         |                                         |
| Slovenci                                | Slovenci                                |                                         | 83.06%                                  | 83.06%                                  |
| Srbi                                    | Srbi                                    |                                         | 1.98%                                   | 1.98%                                   |
| Hrvati                                  | Hrvati                                  |                                         | 1.81%                                   | 1.81%                                   |
| Bošnjaki                                | Bošnjaki                                |                                         | 1.10%                                   | 1.10%                                   |
| ostali                                  | ostali                                  |                                         | 4.85%                                   | 4.85%                                   |
| neznano                                 | neznano                                 |                                         | 8.9%                                    | 8.9%                                    |

Po podatkih popisa prebivalstva leta 2002 je bilo med prebivalci Republike Slovenije 83,06 % Slovencev, od drugih etničnih skupin pa je bilo več kot 1 % še Srbov, Hrvatov in Bošnjakov. Avstrijci, Čehi, Nemci, Poljaki in Rusi so predstavljali manj kot 0,1 % prebivalstva; pri 8,90 % populacije pa je bil podatek neznan ali pa niso želeli odgovoriti.
Pričakovana življenjska doba je bila leta 2021 75 let za moške in 83 za ženske.
 Za državo je značilna razpršena poselitev z množico majhnih naselij in razmeroma nizko gostoto prebivalstva, s približno 103 prebivalci na km². Slovenija je zaradi goratosti in obsežnih gozdnih sestojev med redkeje naseljenimi evropskimi državami. Pri tem je poselitev skoncentrirana v ravnih nižinskih predelih, deli države z bolj razgibanim površjem pa so redko naseljeni; tako ima najgosteje naseljena občina, Mestna občina Ljubljana v Ljubljanski kotlini, več kot 1000 prebivalcev na km², najredkeje naseljene občine v goratem svetu severozahodne in severne Slovenije pa 10 prebivalcev na km² ali manj. Tako na 20 % površja države živi 60 % vsega prebivalstva, skupaj pa skoraj natanko polovica v urbanih in polovica v ruralnih območjih.
Uradni jezik je slovenščina. Na območjih občin, v katerih živita italijanska ali madžarska narodna skupnost (ob meji z Italijo in Madžarsko), je uradni jezik tudi italijanščina oz. madžarščina. Kočevarščino, nekoč prevladujoči jezik oziroma nemško narečje na Kočevskem, govori le še malo ljudi, zaradi česar ga UNESCO opredeljuje kot »kritično ogrožen jezik« (critically endangered language).

### Naselja
Struktura naselij v Sloveniji je izrazito neenakomerna, z nekaj večjimi urbanimi središči in množico majhnih naselij. V zadnjih desetletjih se povečuje razpršena gradnja na obrobjih naselij, občutno se večajo tudi naselja v okolici največjih mest in ob obalnem pasu, kar predstavlja pomemben vidik obremenjevanja okolja. V začetku leta 2019 je državni Register prostorskih enot beležil 6.035 samostojnih naselij. Mesta so po evropskih merilih majhna do srednje velika; uradno ima ta status 69 naselij, pri čemer pa sta po kriterijih evropskega statističnega urada v državi le dve pravi mesti, Ljubljana kot srednje veliko in Maribor kot majhno mesto.
| Ljubljana Maribor | 1  | Ljubljana  | Osrednjeslovenska     | 258.873 | Kranj Celje |
| Ljubljana Maribor | 2  | Maribor    | Podravska             | 94.809  | Kranj Celje |
| Ljubljana Maribor | 3  | Kranj      | Gorenjska             | 37.941  | Kranj Celje |
| Ljubljana Maribor | 4  | Celje      | Savinjska             | 37.872  | Kranj Celje |
| Ljubljana Maribor | 5  | Velenje    | Savinjska             | 25.456  | Kranj Celje |
| Ljubljana Maribor | 6  | Koper      | Obalno-kraška         | 24.996  | Kranj Celje |
| Ljubljana Maribor | 7  | Novo mesto | Jugovzhodna Slovenija | 23.415  | Kranj Celje |
| Ljubljana Maribor | 8  | Ptuj       | Podravska             | 18.164  | Kranj Celje |
| Ljubljana Maribor | 9  | Trbovlje   | Zasavska              | 14.977  | Kranj Celje |
| Ljubljana Maribor | 10 | Kamnik     | Osrednjeslovenska     | 13.608  | Kranj Celje |

## Kultura

### Književnost
Najstarejši še danes ohranjeni zapis v slovenščini in latinični zapis v kateremkoli slovanskem jeziku so brižinski spomeniki, nastali okoli leta 1000. 
Leta 1550 je Primož Trubar na Nemškem natisnil prvi slovenski knjigi Katekizem in Abecednik. Slovenski jezik je bil tako prvič zapisan v knjigi. Leta 1584 je Jurij Dalmatin prevedel v slovenščino tudi celotno biblijo, Adam Bohorič pa je napisal prvo slovnico slovenskega jezika.
Na začetku 19. stoletja je slovnico v slovenščini napisal pesnik Valentin Vodnik; ta je izdajal tudi prvi slovenski časopis Lublanske novice. Jezik tega obdobja je leta 1809 opisal tudi Jernej Kopitar. Sredi 19. stoletja so Slovenci začeli pisati v gajici (Prešernove Poezije so leta 1847 izšle v gajici), spremenile pa so se tudi nekatere oblike besed. Sredi sedemdesetih je Stanislav Škrabec postavil še pravila knjižne izreke, ki so v veljavi še danes. Konec 19. stoletja je izšel nemško-slovenski slovar Maksa Pleteršnika, leta 1899 pa še Slovenski pravopis.

### Odrska umetnost

#### Operne in baletne hiše
Opera se začne na slovenskem področju uveljavljati v drugi polovici 18. stoletja. Za prvo slovensko opero velja opera Belin skladatelja Jakoba Zupana in libretista Feliksa Deva. Prva slovenska operna hiša je bila zgrajena kot Deželno gledališče, leta 1882 v Ljubljani. Sprva sta v stavbi delovala tako slovenski kot nemški ansambel. Slednji se je čez leta preselil v lastno stavbo, v današnjo SNG Dramo Ljubljana. Še ena od dveh opernih hiš deluje v Mariboru. Danes SNG Opera in balet Ljubljana združuje tako operni kot baletni ansambel. Slovensko narodno gledališče Maribor, s sektorjem Opera in balet deluje od leta 1919.
- Pročelje ljubljanske Opere.
- Stavba SNG Maribor

#### Dramska umetnost
Prva gledališka organizacija na Slovenskem je bila Dramatično društvo. Delovalo je med letoma 1867 in 1920, prizadevalo pa si je za profesionalizacijo slovenskega gledališča. Naslednik društva je SNG Drama Ljubljana, ki v deluje stavbi ljubljanske drame. Leta 1919 je bilo v Mariboru ustanovljeno Slovensko narodno gledališče Maribor, katere sektor je tudi Drama. V Sloveniji sicer deluje šest profesionalnih dramskih gledališč, to so poleg ljubljanske in mariborske Drame še Slovensko ljudsko gledališče Celje, Mestno gledališče Ljubljansko, Prešernovo gledališče Kranj, Slovensko mladinsko gledališče, Slovensko narodno gledališče Nova Gorica ter Gledališče Koper. Še eno slovensko profesionalno gledališče deluje v zamejstvu, to je Slovensko stalno gledališče Trst. Osrednji gledališki dogodek v Sloveniji je Festival Borštnikovo srečanje, ki vsako leto oktobra poteka v Mariboru. 
Na področju dramskega ustvarjanja v Sloveniji izobražujejo tri umetniške gimnazije (Ljubljana, Nova Gorica, Ljutomer) ter Akademija za gledališče, radio, film in televizijo, ki je članica Univerze v Ljubljani.
Močno je razvejano tudi amatersko gledališko ustvarjanje.
- Ljubljanska drama
- Stavba Slovenskega ljudskega gledališča Celje
- Slovensko mladinsko gledališče

#### Lutkovna gledališča
Slovenija razpolaga z dvema profesionalnima lutkovnima gledališčema; to sta Lutkovno gledališče Ljubljana in Lutkovno gledališče Maribor.
- LG Ljubljana
- LG Maribor

### Prazniki in dela prosti dnevi
Zakon o praznikih in dela prostih dnevih v Republiki Sloveniji določa naslednje praznike in dela proste dneve:
Prazniki
- 1. in 2. januar – novo leto
- 8. februar – Prešernov dan, slovenski kulturni praznik
- 27. april – dan upora proti okupatorju
- 1. in 2. maj – praznik dela
- 25. junij – dan državnosti
- 17. avgust – združitev prekmurskih Slovencev z matičnim narodom po prvi svetovni vojni (ni dela prost dan)
- 15. september – dan vrnitve Primorske k matični domovini (ni dela prost dan)
- 23. september - dan slovenskega športa (ni dela prost dan)
- 25. oktober - dan suverenosti (ni dela prost dan)
- 1. november – dan spomina na mrtve
- 23. november – dan Rudolfa Maistra (ni dela prost dan)
- 26. december – dan samostojnosti in enotnosti

Dela prosti dnevi
- nedelja po prvem pomladanskem ščipu – velikonočna nedelja in ponedeljek, velika noč
- binkoštna nedelja, binkošti (nedelja 49 dni po veliki noči)
- 15. avgust – Marijino vnebovzetje
- 31. oktober – dan reformacije
- 25. december – božič